# 3 Pułk Ułanów (LWP)
3 pułk ułanów (3 p.uł.) – oddział kawalerii Wojska Polskiego.

## Formowanie i działania
Pułk sformowany został w okresie marzec-czerwiec 1944 w Trościańcu w ZSRR na mocy rozkazu nr 0038 z 8 maja 1944. Barwy pokrywały się z 3 pułkiem Ułanów Śląskich. Uzbrojenie radzieckie.
Po przekroczeniu Bugu pułk wkroczył do Lublina, wykonując zadania związane z ochroną PKWN. Uczestniczył też, podobnie jak 2 pułk ułanów, w likwidacji struktur polskiego państwa podziemnego i Armii Krajowej. Pułk walczył następnie na przyczółku warecko-magnuszewskim, przełamywał Wał Pomorski, wziął udział w szarży pod Borujskiem, a potem w operacji berlińskiej. 7 maja 1945 dotarł do Łaby. 9 maja dotarł do Wandlitz. 15 maja przeszedł na stan pokojowy. Rozformowanie pułku nastąpiło w marcu 1947.
Proporczyk na lance i na mundur żółto-biały.

## Dowódcy pułku
Pułkiem dowodziło siedmiu oficerów:
- mjr Henryk Powiński (12 V – 4 IX 1944)
- ppłk Edward Pisula (2 IX – 6 X 1944)
- mjr Mikołaj Łukasz (6 X – 13 XI 1944)
- mjr Dymitr Gryn (p.o. 26 VI – 3 X 1944)
- mjr Edward Witkowski[a] (20 X 1945 – 16 II 1946)
- ppłk / płk Bogumił Szumski (16 II – 14 IX 1946)
- ppłk Leon Lisowski (14 IX 1946 – 1947)

## Sztandar pułku
Ufundowany przez społeczeństwo ziemi szczecińskiej i 20 października 1946 wręczony w Gryficach. Po rozformowaniu jednostki został przekazany do Muzeum Wojska Polskiego w Warszawie.